# Повстання в Маріуполі
Повстання в Маріуполі — повстання проукраїнськи налаштованого населення Маріуполя проти диктатури комісара з військових і морських справ Маріуполя Варганова, який підпорядковувався уряду Донецько-Криворізької республіки.
```
«... Квітневе повстання не мало на меті заборону діяльності Маріупольської ради і не носило антибільшовицький характер, а було 
спрямоване проти узурпації влади Варганова і його помічниками ...»
[
1
]
```

Спираючись на свої збройні сили, Варганов, не питаючи Ради, творив у Маріуполі все, що хотів. Проводилися незаконні арешти, обшуки, реквізиції, в хід пускалася зброя, всі ці дії налаштували проти його і Червоної гвардії частину ради та місцеве населення.
Між тим рада видала указ про вивезення з міста сировину чавун і нікелю. У робочому середовищі почалися заворушення. Незабаром серед протестуючих з'явилися слуху що з міста вивозять в Таганрог не тільки сировину, а й гроші які не виплачували робочим три місяці. 8 квітня фронтовики організувалися в загони намагалися захопити банк, але Варганов стріляючи в повітря з двох Люїсів розігнав нападників.
9 квітня в місті почалося організоване повстання, фронтовиками були захоплені всі міські установи і банк. У місті був зібраний мітинг на якому українськими націоналістами, меншовиками та есерами була винесена наступну резолюція:
1. Виділити сьогодні ж з цих зборів комісію з 15 осіб з винятковими повноваженнями для організації бойових дружин, завданням яких буде охорона міста Маріуполя і повіту і захист революції від будь-яких ексцесів під час теперішнього безвладдя.
2. Запропонувати Червоній гвардії негайно здати зброю міському самоупровленію, під контролем обраної тут комісії.
3. Обрана тут комісія повинна негайно вжити заходів до того, щоб перешкодити вивозити цінності з банку, казначейства, пошти, телеграфу, щоб не залишити робітників, міську і сільську бідноту без цінностей та хліба.
4. Повнота влади переходить негайно до демократичного міського і земському самоврядуванню, спільно з вибраною тут комісією, після відходу ради, а поки рада в Маріуполі увійти з ним в контакт.

Декілька парт-працівників були схоплені і розстріляні серед них зав. прод-відділом Маломед. Радянські караули на станції в банку і інших державних установах після незначного опору були заарештовані.
Рада на екстреному засіданні вирішив вжити заходів до придушення повстання. У штаб повсталих був посланий ультиматум — звільнити заарештованих здати зброю або по місту по закінченню години буде відкритий вогонь.
Після цього Вагранов і Вількліш з деякими членами ради і червоногвардійцями 10 квітня покинули місто і поїхав до Таганрога. У місті владу захопив тимчасовий Виконавчий комітет, знаючи що вони не зможуть утримати місто до приходу німців виконком вислав в усі кінці телеграми що в місті повстання було не проти радянської влади, а проти «мародерів і бандитів Вагранова».
Для наведення порядку в місто був посланий бронепоїзд «Полупанов». Виконком Маріуполя вислав до Таганрога в ЦВК України документи, що підтверджують злочинні дії Вагранова, після чого він був заарештований.

## Відозва Тимчасового Виконавчого Комітету
Тимчасового Виконавчого Комітету гір. Маріуполя і повіту, утвореного з решти членів Рад робітничих і селянських депутатів, всіх соціалістичних партій, міського і земського самоврядування, представників фронтовиків, спілки моряків, залізничної організації та робітничого контролю заводів.
Останні дні, як відомо всім громадянам, в місті і повіті склалося неможливе становище для кожного громадянина! .. Ніхто не був гарантований від насильства і знущання над ним з боку захопив у свої руки диктаторську владу комісара Варганова і його сподвижників Вількліша і ін. Усі завоювання революції, все свободи, всяка недоторканість особи і житла були святотатственно потоптані цими лжесоціалістамі.
Своїми насильницькими діями і знущанням над беззахисним мирним населенням вони дискредитували народну владу Рад, підривали віру в революцію всілякими відомостями і безглуздими виступами проти Рад робітничих і селянських депутатів, йдучи наперекір їх постановами, — вони обурювали всякого чесного революціонера; розгоном ж мітингів заводських робітників, які виражали осуд діям цих диктаторів положення — спиралися на грубу силу різних бандитів, які присмокталися до червоної гвардії, — вони глумилися над своїми товаришами і знущалися з усімхздобутками революції.
Всі ці дії змусили іншу частину революційного народу, яка повернулася з фронту, заступитися на захист революції і радянської влади. 25 березня старого стилю був фронтовиками влаштований в театрі Яковенко мирний мітинг, на якому вирішувалося питання про приєднання солдатів до Червоної армії і про роззброєння злочинної частини червоної гвардії р Маріуполя, неподобством своїм ганьбить святе ім'я «робітничої Червоної армії». У ту ж ніч Варганов з кулеметів, без попередження, обстрілював місто, громадські установи та гуляла публіку з метою тероризувати населення, а на наступний день керована ним червона гвардія обстріляла приміщення театру Яковенко, де відбувався мітинг фронтовиків, наслідком чого були перші жертви невинних людей, серед яких були також діти. Ці дії викликали роззброєння червоної гвардії, що зробила при цьому опір.

## Втрати сторін

### Втрати повсталих
28 березня: міщанин міста Слов'янська Шабельніков Симеон Леонтійович, 31, Маріупольський міщанин Іванов Микола Стефанович, 22.
29 березня: маріупольський міщанин Антоненко Андрій Іванович, 27, селянин Орловської губернії Борисов Тимофій Антонович, 19; Імовірно, 29 березня: маріупольський міщанин Царковний Іоан Петрович, 23.
30 березня: солдат Айдинов Григорій, 25, Денисов Симеон, 20, Дудій Радіон, 29, Мисюк Федір, Медведєв Андрій, матрос Чернов Олексій, 22, один невідомий.